# The Tichborne Claimant (film)
The Tichborne Claimant (titlu original: The Tichborne Claimant) este un film britanic dramatic istoric din 1998 regizat de David Yates. Rolurile principale au fost interpretate de actorii Robert Pugh, Stephen Fry și Robert Hardy. Filmul se bazează pe cazul Tichborne, un celebru caz istoric din anii 1860 de furt de identitate.

## Distribuție
- Robert Pugh - The Claimant
- John Kani - Bogle
- Stephen Fry - Hawkins
- John Gielgud - Cockburn
- Robert Hardy - Lord Rivers
- Charles Gray - Arundell
- James Villiers - Uncle Henry
- Dudley Sutton - Onslow
- Perry Fenwick - John Holmes
- Christopher Benjamin - Gibbes
- Roger Hammond - Cubitt
- John Challis - Rous the Landlord
- Anita Dobson - Fanny Loder
- Ursula Howells - Lady Doughty
- Jennifer Hennessy - Cousin Alicia